# 梁敬錞
梁敬錞（1892年6月18日—1984年3月16日)，字和卿，改字和鈞，福建閩侯人，北京大學法科學士，倫敦大學碩士。哥倫比亞大學客座教授，聖若望大學教授，總統府國策顧問，中央研究院近代史研究所所長。

## 生平
1892年6月18日，梁敬錞生於福建閩侯。祖父梁禮堂是江西巡撫沈葆楨的幕僚，任福州書院山長。父親梁伯通是江蘇省海門縣同知。六歲隨父親赴海門縣任所，稍長入北京順天中學堂。1912年，入上海南洋公學，並與林蘊椒結婚。次年，轉入北京大學法科。
1917年6月，以法科榜首畢業。7月，林長民任段祺瑞內閣司法總長。秋，梁敬錞被林相中，延攬入幕，同時兼任北大預科講師。11月，王士珍任國務總理，江庸任司法總長，繼續在司法部任職。同年結識余紹宋，參加余廬畫集。1918年12月，徐世昌任總統，為解決巴黎和會中的外交問題而成立外交委員會，隨林長民在委員會中任職。1919年2月，熊希齡、蔡元培、范源濂等人發起國民外交協會，梁任幹事。5月1日，林長民聞巴黎和會中山東問題失敗，急於求助輿論支持，梁敬錞代林夜訪晨報總編陳博生，次日見報，輿論嘩然。五四運動事起，亦參與其中。1920年，外交委員會解散，被分發至外交部工作，至顏惠慶去職，梁亦辭職，後赴英深造。經張君勱慫恿，入倫敦大學經濟學院，師從悉尼·韋伯。次年畢業，返國任司法部秘書、後改任參事，兼北京大學、朝陽大學法律系教授。
1921年8月，外交部成立太平洋會議籌備處，任秘書。1925年5月，任財政善後委員會委員。12月，郭松齡、張作霖戰於巨流河，林長民於此役身死。次年1月，與林天民一起赴東北為林長民收屍。2月，轉任調查治外法權委員會秘書，修訂法律館編修，主持商法起草，以收回治外法權為己任。1928年，任國民政府最高法院推事，後改任郵政儲金匯業局總務處長。1930年6月，出版『在華領事裁判權論』。1932年，調任寧夏省高等法院院長，後改任寧夏省政府委員，兼財政廳長，時任省府主席為馬鴻逵。1933年10月，寧夏省府反對孫殿英部假到進駐青海，赴南京。11月，到包頭訪孫殿英，又赴忻州訪閻錫山借款。1934年1月13日，馬鴻逵部與孫殿英部發生衝突，21日，赴南京見蔣介石於中央軍校官邸。30日，閩變敉平，同日孫殿英部進攻銀川，不克。3月23日，孫部兵敗，所部由北平軍分會改編。5月，赴南京參加全國財政會議。1935年，被財政部部長孔祥熙任為全國食糖運銷管理委員會主任委員，負責稽查對日的食糖走私。1936年10月，財政部在上海試辦所得稅，擔任上海市所得稅局局長，兼處理租界事宜。同年因中日關係緊張，受孔祥熙囑咐，草擬戰時財政綱要。
1937年7月，抗戰軍興，參加廬山談話會，升任全國直接稅局局長。1938年7月，轉任甘肅省財政廳廳長，省府主席系朱紹良。12月，至蘭州就職，在甘肅徵收印花稅、菸酒稅，主持造幣廠與第八軍區軍糧。1940年11月，谷正倫任省主席，續任財政廳長。1941年，回重慶轉任財政部參事，不久奉派赴華盛頓任駐美租借物資供應處委員會秘書長，中國銀行顧問，負責美國租借法案諸事務。1945年8月，抗戰勝利後奉調回國，任財政部主任秘書，時任部長系俞鴻鈞。1946年，任糧食部駐東北特派員。1947年4月，張群任行政院長，返南京，聯繫張君勱，獲取其支持。1948年6月，辭職赴美，潛心研究近代史。11月，發表關於戊戌政變的研究論文。1949年5月，發表關於辛亥革命研究的長文，後被聘為紐約哥倫比亞大學客座教授，聖若望大學亞洲研究中心教授。此間常與薛光前、錢泰、鄭天錫、金問泗商討中國於聯合國當中事宜，為華府大使顧維鈞、聯合國代表蔣廷黻提供意見。
1962年6月，刊行『開羅會議與中國』。1963年，受蔣介石召，回台，返紐約時分訪青年黨左舜生、民主社會黨張君勱，轉達蔣介石擬聯合各黨組織反共聯盟之意。1964年7月7日，刊『九一八事變史述』 1965年 4月（九一八事變史述）再版。1965年夏，回台開始研究史迪威事件始末。1968年夏，在台定居，被聘為總統府國策顧問。1970年7月1日，擔任中央研究院近代史研究所所長。1974年8月，返美，改任近史所通訊研究員。1982年2月，返台就醫，兼國史館顧問、中國銀行顧問、中國文化大學教授。1984年3月16日，在台北中心診所辭世。